# La Cuchilla, Aquismón
La Cuchilla är en ort i Mexiko.   Den ligger i kommunen Aquismón och delstaten San Luis Potosí, i den centrala delen av landet, 250 km norr om huvudstaden Mexico City. La Cuchilla ligger 549 meter över havet och antalet invånare är 420.
Terrängen runt La Cuchilla är kuperad. Runt La Cuchilla är det ganska glesbefolkat, med 48 invånare per kvadratkilometer. Närmaste större samhälle är Tanute, 15,0 km öster om La Cuchilla. I omgivningarna runt La Cuchilla växer huvudsakligen savannskog.